# Tysklands herrlandslag i rugby union
Tysklands herrlandslag i rugby union representerar Tyskland i rugby union på herrsidan.

## Historik
Laget spelade sin första match den 22 maj 1927 i Paris, och förlorade då med 5-30 mot Frankrike.

### Fotnoter
1. ↑  ”Rugby International”. http://www.rugbyinternational.net/countries/germany.htm. Läst 26 augusti 2011.